# Haval H6
L’Haval H6 è uno Sport Utility Vehicle prodotto dalla casa automobilistica cinese Great Wall Motors a partire dal 2011 e venduto con marchio Haval. 
La H6 è il modello più venduto del costruttore cinese ed è stato anche il SUV più venduto nella Repubblica Popolare Cinese per 80 mesi consecutivi dal settembre del 2012 al gennaio del 2021.

## Prima generazione (dal 2011)
La prima generazione venne presentata al Salone dell’auto di Shanghai 2011 ed era originariamente chiamata Great Wall Haval H6; è stato il primo SUV di dimensioni medio-grandi prodotto dalla casa automobilistica cinese basato su una meccanica monoscocca. Inoltre portava al debutto il sub-brand Haval che era destinato ad identificare tutti i futuri veicoli di tipo SUV e crossover della casa. Lungo 4,640 metri, largo 1,825 metri e alto 1,745 metri possiede uno schema meccanico classico con motore anteriore-trasversale e propulsori benzina quattro cilindri di origine Mitsubishi: un 2.0 sedici valvole (4G63) da 140 cavalli e un 2.4 sedici valvole (4G69) da 163 cavalli e 210 Nm di coppia abbinati entrambi alla trasmissione manuale a 5 rapporti o automatica a 4 rapporti di origine Hyundai.
La piattaforma di base utilizza sospensioni anteriori indipendenti MacPherson e sospensioni posteriori indipendenti con doppio braccio trasversale e molle a barra stabilizzatrice con trazione anteriore oppure optional integrale sviluppata da BorgWarner inseribile elettronicamente di tipo torque on demand.
Nelle versioni di punta era equipaggiata con sei airbag, ABS con ESP e controllo della trazione, sistema di monitoraggio della pressione degli pneumatici, sensori di parcheggio e telecamera di retromarcia, accesso senza chiave, sensori di luce e pioggia, Bluetooth e display touch screen da 7 pollici con sistema multimediale DVD. 
L’H6 è stata prodotta presso lo Great Wall Motors sito a Tianjin, in Cina, inaugurato nel febbraio 2011. 

### Haval H6 (2013-2016)

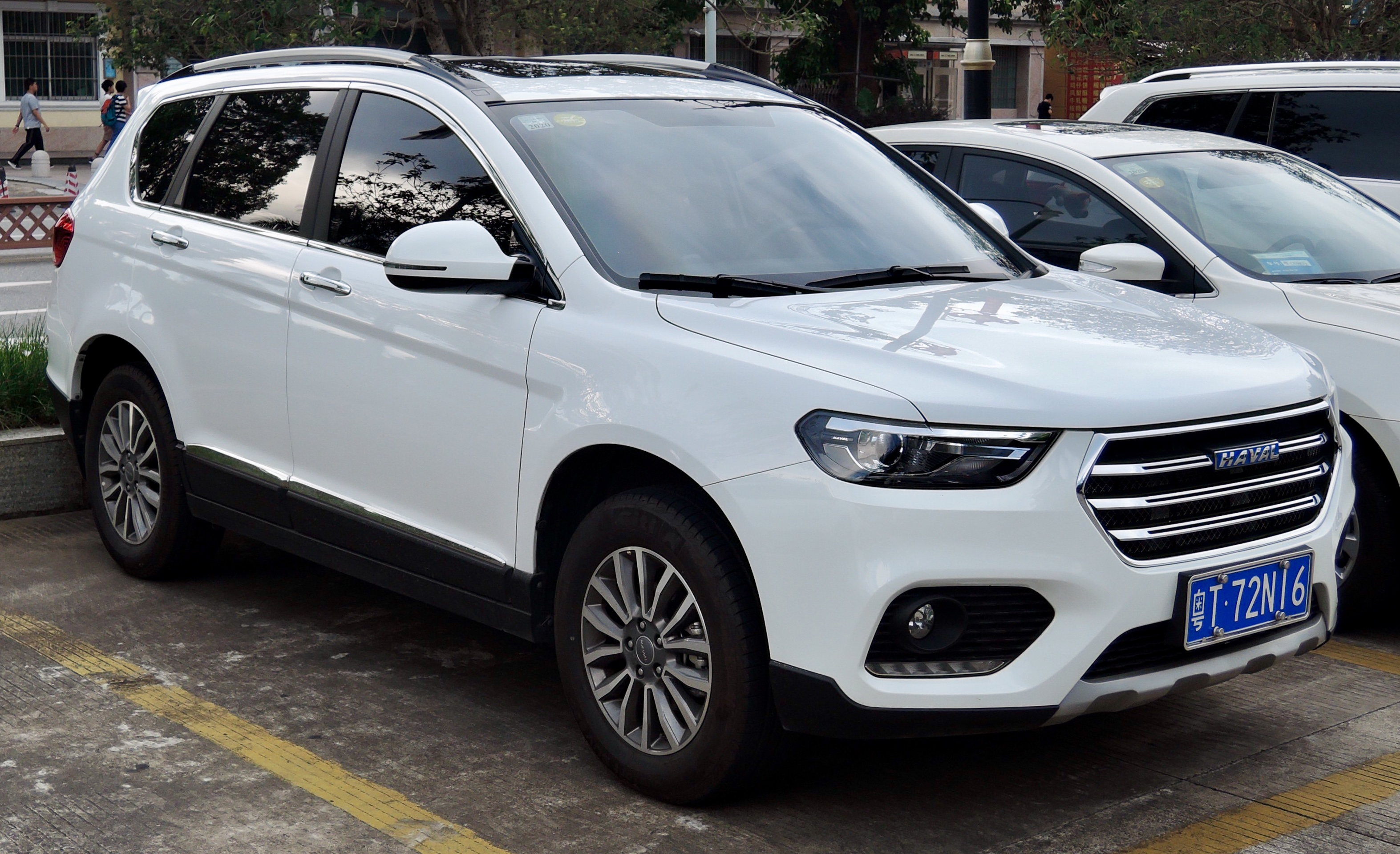
Haval H6 Sport Blue Line prima generazione

Nell'aprile 2013 debutta un restyling che porta al debutto un nuovo frontale rinnovato con nuovi paraurti e nuova calandra oltre a interni realizzata con plastiche di migliore qualità; la novità principale è il debutto del marchio Haval divenuto il brand del gruppo Great Wall che commercializza esclusivamente SUV e fuoristrada. Di conseguenza la vettura sarà venduta sul mercato cinese come Haval H6 e successivamente il marchio sarà introdotto gradualmente anche nei mercati di esportazione andando a sostituire quello Great Wall. La gamma motori si arricchisce del nuovo 1.5 Mitsubishi benzina a quattro cilindri (4G15B) sedici valvole turbo con variatore di fase erogante 143 cavalli e 202 Nm di coppia con trazione anteriore o integrale TOD e cambio manuale a 6 rapporti. 
Nel novembre 2015, il milionesimo Haval H6 è uscito dalle linee di produzione nello stabilimento di Tianjin, circa quattro anni e tre mesi dopo il suo lancio.

### Modello europeo
Il modello europeo, denominato Great Wall H6, era fabbricato dal 2014 in Bulgaria nello stabilimento di Bahovitsa della Litex Motors in complete knock down con componenti inviati dallo stabilimento cinese ed era equipaggiato con un motore 2.0 quattro cilindri turbo diesel common rail sviluppato interamente da Great Wall in grado di erogare 143 CV e 310 Nm di coppia massima a 1750 giri/min e di soddisfare la normative sulle emissioni Euro V ed era abbinato al cambio manuale a 6 rapporti e al sistema Start&Stop. In Italia è stata venduta dall’aprile del 2014 fino alla fine del 2016.

## Seconda generazione (dal 2017)
La seconda generazione dell’Haval H6 è basata sulla stessa piattaforma della prima generazione e ne conserva lo stesso passo ma viene allargata nelle carreggiate. La scocca venne riprogettata per soddisfare i nuovi standard in materia di sicurezza e venne adottata una nuova traversa frontale e una maggior quantità di acciai ad alta resistenza nella zona del frontale e dei montanti A e B. La carrozzeria è leggermente più compatta e possiede una minore altezza da terra oltre ad un design più filante e aerodinamico che la rendono una Crossover; la lunghezza infatti venne ridotta a 4,60 metri.

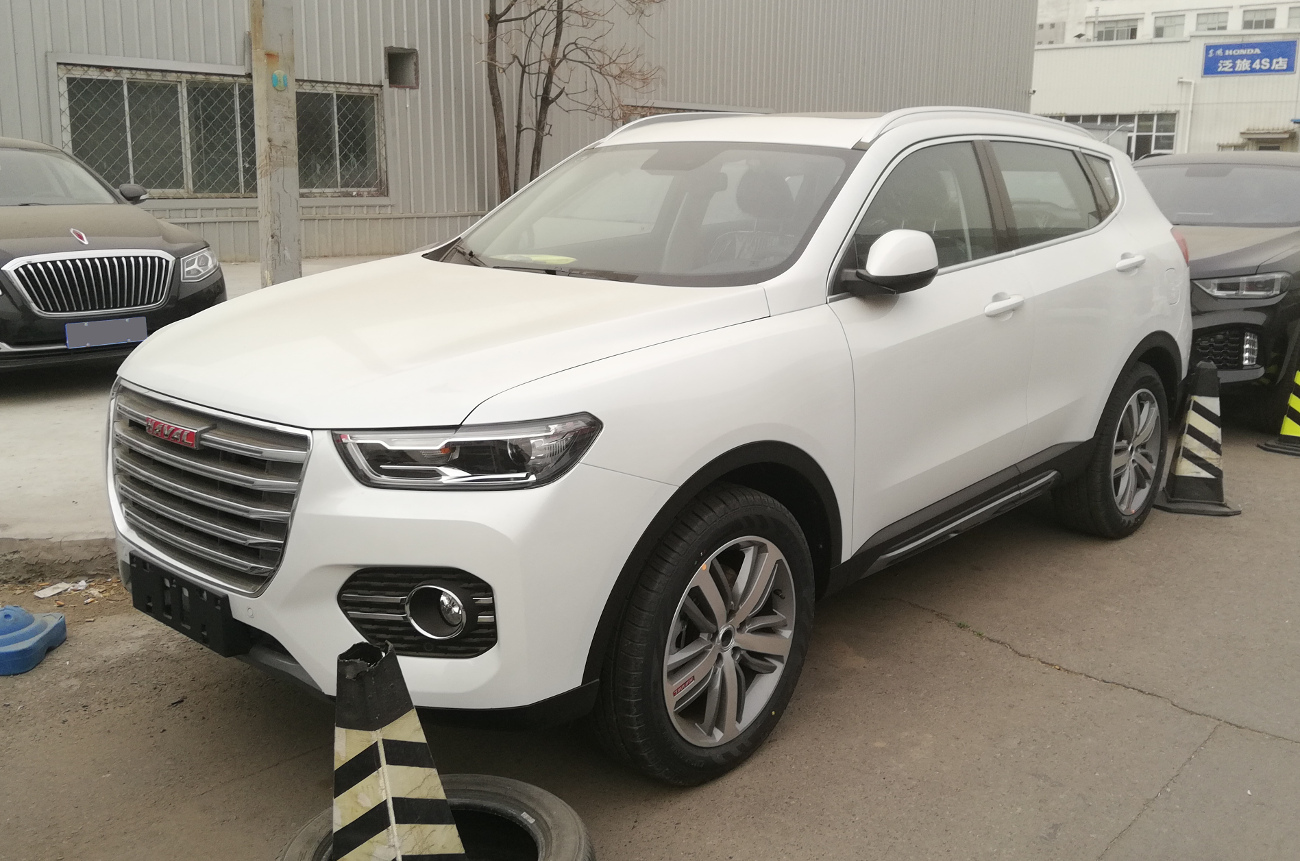
La versione Red Line con frontale differente

La versione a trazione integrale non sarà più disponibile per via dello scarso successo e sarà proposta solo a trazione anteriore adottando una nuova sospensione posteriore sempre a doppio braccio oscillante ma con nuove boccole e un assetto riprogettato per garantire maggior comfort. Vengono introdotti anche nuovi dispositivi di sicurezza come avviso di collisione frontale e rilevamento dell'angolo cieco.
Internamente la plancia presenta un design molto più moderno con un andamento verso il guidatore e con un tunnel molto più ampio che presenta freno a mano a pulsante. Viene introdotto un nuovo impianto multimediale touchscreen a sette pollici con connettività internet 4G e Wi-Fi oltre a bluetooth e navigatore e compatibilità con Android Auto e Baidu Apollo. Sui mercati esterni sarà disponibile anche con la compatibilità ad Apple CarPlay. 
Al lancio nel maggio del 2017 era disponibile con il motore 1.5 turbo a iniezione diretta erogante 169 CV e 285 Nm di coppia a 1400 giri/min e con il più grande motore 2.0 turbo a iniezione diretta da 197 CV e 345 Nm di coppia a 2000 giro/min. La trasmissione era manuale a sei rapporti o automatica a doppia frizione DCT a sette rapporti Getrag. Successivamente venne introdotto anche un più piccolo motore 1.3 turbo a benzina sviluppato da Great Wall erogante 138 cavalli.
Come avvenuto per la prima serie anche sulla seconda la casa propone due livelli di allestimenti estetici: la Red Line e la Blue Line.
Nel dicembre del 2019 debutta un leggero facelift dove vengono introdotte nuove cromature nei paraurti e all’interno debutta un nuovo schermo touchscreen da 12 pollici. La gamma motori viene rinnovata con il 1.3 Turbo che esce di produzione e il 1.5 turbo viene riomologato secondo le nuove norme anti inquinamento China VI. Debutta anche il modello sportivo H6 GT con il motore  2.0 turbo in una versione potenziata a 227 cavalli e 385 Nm di coppia massima abbinato al cambio DCT sette rapporti.
Nel marzo del 2020 la Haval H6 raggiunge le 3 milioni di unità prodotte.